# SLFN11
SLFN11‏ (Schlafen family member 11) هوَ بروتين يُشَفر بواسطة جين SLFN11 في الإنسان.